# The Chosen One
The Chosen One – brazylijski serial z gatunku thriller. Reżyserem jest Michel Tikhomiroff a w drugim sezonie także Max Calligaris. Powstał na podstawie meksykańskiego serialu Niño Santo. Zwiastun serialu został opublikowany 17 maja 2019 roku. Premiera pierwszego sezonu serialu miała miejsce 28 czerwca 2019 roku a premiera drugiego sezonu 6 grudnia 2019 roku.

## Opis
Trójka lekarzy przywozi szczepionkę przeciw wirusowi Zika do odległego regionu Pantanal, gdzie rządzi niechętny nauce uzdrowiciel stojący na czele tajemniczej sekty.

## Obsada

### Role główne
- Paloma Bernardi jako Lúcia Santeiro
- Pedro Caetano jako Damião Almeida
- Gutto Szuster jako Enzo Vergani
- Renan Tenca jako "Wybrany"
- Mariano Mattos Martins jako Mateus
- Alli Willow jako Angelina
- Tuna Dwek jako Zulmira
- Francisco Gaspar jako Silvino
- Lourinelson Vladmir jako Santiago
- Kiko Vianello jako Alberto Lorenzo
- Astrea Lucena jako Cleuza
- Aury Porto jako Vicente
- Giselle Itié jako Eva (sezon 2)
- Alessia Krisanovski jako Pietra (sezon 2)

### Role gościnne
- Laura Chevi jako młoda Lúcia Santeiro (Misjonarze śmierci)
- Bruna Anauate jako matka Lúci Santeiro (Misjonarze śmierci)
- Alexandre Paro jako ojciec Lúci Santeiro (Misjonarze śmierci)
- MC Choice jako młody Damião Almeida (Nauka wiary)
- Cintia Rosa jako matka Damião Almeida (Nauka wiary)
- Paulo Azevedo jako komendant Caruso (Nauka wiary)
- Laerte Késsimos jako Pereira (Nauka wiary)
- nieznany aktor jako młody Enzo Vergani (Relikwia)
- Paulo Marcello jako doktor Vergani (Relikwia)
- Fafá Rennó jako psycholog (Relikwia)
- Tsupto Xavante jako wódz (Relikwia)
- Tião D'Ávila jako Evaristo (Miłujcie swoich nieprzyjaciół)
- Maria do Carmo Soares jako Laura (Miłujcie swoich nieprzyjaciół)
- Fernando Teixeira jako Idoso (Miłujcie swoich nieprzyjaciół)
- Adriano Paixão jako małoletni (Miłujcie swoich nieprzyjaciół)
- Cesar Pezzuoli jako Venâncio (Święte schronienie i Dar śmierci)
- Iva Oliveira jako Ana (żona Silvino) (Święte schronienie)
- Brian Castro jako młody Silvino (Dar śmierci)
- Ana Nero jako "Imaculada" (Dar śmierci)
- João Carlos Andreazza jako Augusto Ramiro (Dar śmierci)

## Odcinki

### Sezon 1
| No. | Tytuł                          | Reżyseria          | Scenariusz                       | Premiera        |
| --- | ------------------------------ | ------------------ | -------------------------------- | --------------- |
| 1.  | Misjonarze śmierci             | Michel Tikhomiroff | Carolina Munhóz, Raphael Draccon | 28 czerwca 2019 |
| 2.  | Nauka wiary                    | Michel Tikhomiroff | Carolina Munhóz, Raphael Draccon | 28 czerwca 2019 |
| 3.  | Relikwia                       | Michel Tikhomiroff | Carolina Munhóz, Raphael Draccon | 28 czerwca 2019 |
| 4.  | Miłujcie waszych nieprzyjaciół | Michel Tikhomiroff | Carolina Munhóz, Raphael Draccon | 28 czerwca 2019 |
| 5.  | Święte schronienie             | Michel Tikhomiroff | Carolina Munhóz, Raphael Draccon | 28 czerwca 2019 |
| 6.  | Dar śmierci                    | Michel Tikhomiroff | Carolina Munhóz, Raphael Draccon | 28 czerwca 2019 |

### Sezon 2
| No. | Tytuł                        | Reżyseria                          | Scenariusz                       | Premiera       |
| --- | ---------------------------- | ---------------------------------- | -------------------------------- | -------------- |
| 1.  | Kokon węża                   | Max Calligaris, Michel Tikhomiroff | Carolina Munhóz, Raphael Draccon | 6 grudnia 2019 |
| 2.  | Ojcze, czemuś mnie opuścił?  | Max Calligaris                     | Carolina Munhóz, Raphael Draccon | 6 grudnia 2019 |
| 3.  | Moje życie za twoją śmierć   | Max Calligaris, Michel Tikhomiroff | Carolina Munhóz, Raphael Draccon | 6 grudnia 2019 |
| 4.  | Uzdrowienie czy przekleństwo | Max Calligaris                     | Carolina Munhóz, Raphael Draccon | 6 grudnia 2019 |
| 5.  | Objawione w piśmie           | Max Calligaris, Michel Tikhomiroff | Carolina Munhóz, Raphael Draccon | 6 grudnia 2019 |
| 6.  | Ślepa wiara                  | Max Calligaris                     | Carolina Munhóz, Raphael Draccon | 6 grudnia 2019 |